# La sposa (film 1958)
La sposa è un film del 1958 scritto e sceneggiato da Natale Montillo e diretto dallo stesso Montillo ed Edmondo Lozzi (quest'ultimo né curò anche il montaggio). 
Per entrambi i registi si trattò dell'ultimo film.

## Trama
Una donna uccide un'altra in un incidente d'auto e scopre che il marito della vittima è il suo primo amore che aveva perso di vista. Si riallaccia l'amicizia che termina in un matrimonio, ma ci vorranno un tentativo di suicidio e un atto eroico perché la figlia di primo letto accetti la matrigna.

## Produzione
La pellicola è ascrivibile al filone dei melodrammi sentimentali strappalacrime, genere che era stato molto in voga tra il pubblico italiano (nonostante l'ostilità della critica cinematografica coeva) durante tutto il periodo del secondo dopoguerra (1945-1955), ma che, alla fine degli anni cinquanta, era ormai entrato nella sua fase discendente, ormai relegato soltanto ai circuiti minori delle sale cinematografiche di provincia.
È stata girata per gli esterni a Santa Maria la Carità e Castellammare di Stabia.